# Fontanna Neptuna w Görlitz

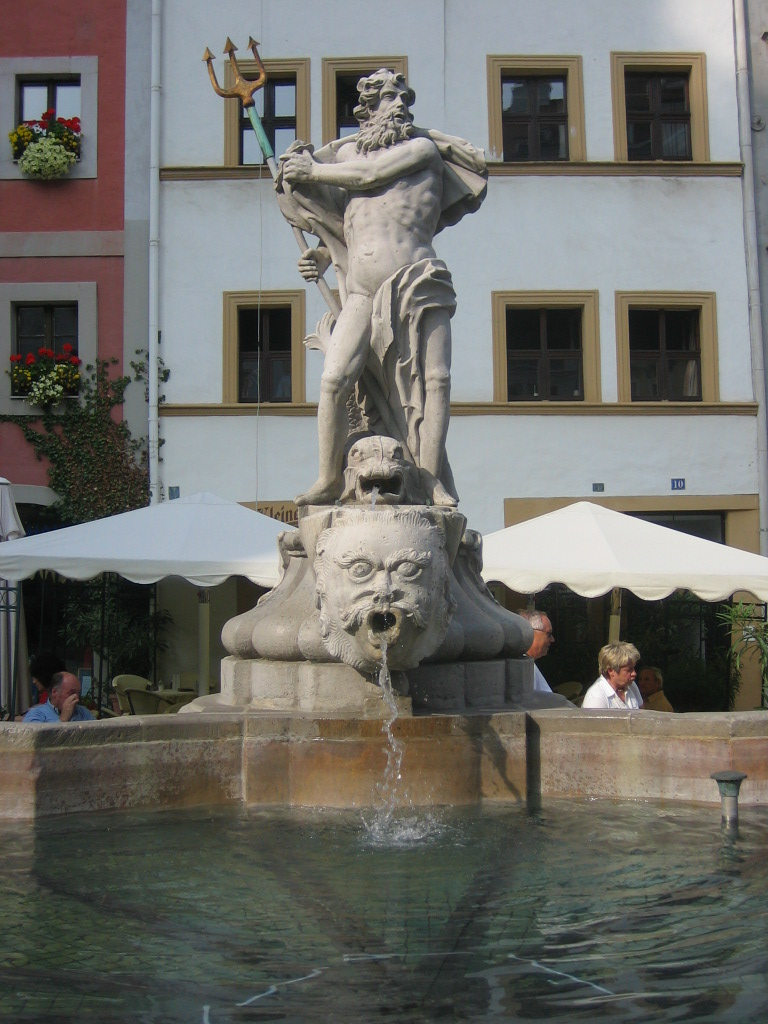
Fontanna Neptuna w Görlitz

Fontanna Neptuna w Görlitz – barokowa fontanna na Rynku Dolnym w Görlitz, przy Starym Ratuszu.
Fontanna znajduje się w południowo-zachodniej części Rynku, naprzeciw gmachu ratuszowego. Została zbudowana w 1756 roku przez Johanna Georga Steinmetza Mattauscha z Rakowic Małych koło Lwówka Śląskiego.
Postać Neptuna umieszczona jest na rzeźbionej głowie maszkarona, z której ust wypływa woda, pomiędzy nogami boga znajduje się figura ryby.